# Asiático
El término asiático (también asiáticos o gente asiática) se refiere a la gente con orígenes ancestrales en Asia Oriental, el Sudeste Asiático y Asia del Sur. A pesar de lo que la palabra pudiera indicar, la definición no incluye a todas las personas originarias de dicho continente (Asia). Por lo tanto es más exacto y adecuado el uso del término Oriental para poder describir solamente a las personas del Extremo Oriente, este término más exacto es popular en algunos países hispanohablantes pero sigue siendo la menos difundida y entendida. El término que abordamos en este artículo varía por la región y es por ende inexacta, pero la gente describe al asiático como alguien en el que habita o tiene generalmente orígenes en los países mencionados a continuación: 
- Asia Oriental: China, Japón, Corea, Mongolia, Taiwán.
- Sudeste Asiático: Brunéi, Camboya, Indonesia, Laos, Birmania, Malasia, Filipinas, Singapur, Tailandia, Vietnam.
- Asia del Sur: India, Bangladés, Afganistán, Pakistán, Sri Lanka, Maldivas, Nepal, Bután.

Según la definición antedicha, cerca de cuatro mil millones de personas o más del 60% de la población del mundo son asiáticas. La región a la cual el término se aplica incluye los dos países más poblados en el mundo, cada uno con una población de alrededor de 1100 millones de personas: la República Popular China y la república de la India. El asiático también incluye a un solo grupo étnico más grande en el mundo, los chinos de la etnia han, que numeran sobre 1300 millones y son más de 20% de la población del mundo.

## "Asiático" en los países occidentales

### "Asiático" en Australia
Aunque en Australia el asiático refiere típicamente a asiáticos del este, el censo australiano incluye muchas más regiones de Asia en su definición oficial. Definido por el censo australiano 2006-2011, tres categorías tienen el incluido asiático de la palabra en su nombre: "asiáticos centrales y meridionales", "asiáticos sudorientales" y "asiáticos nordestales". No consideran a los rusos y personas del Medio-este ser asiáticos en el censo australiano 2006-2011. Clasifican a los rusos con "europeos meridionales y del este" mientras que persona del Medio-este se clasifica con "norte-africano y una persona del Medio-este". Un ejemplo puede ser Calum T. Hood de la banda australiana de pop-rock, 5 Seconds of Summer, en  donde se puede apreciar que tiene complejo de asiático, pero la verdad es que es australiano.

### "Asiático" en el África anglófona
En el Reino Unido y ciertas partes del África anglófona, especialmente África del este, el término "asiático", aunque puede usarse para referirse al continente de Asia en su totalidad, se asocia más comúnmente a la gente y a las culturas de Asia del Sur. Esto incluye a los modernos India, Pakistán, Bangladés y Sri Lanka. Los de origen asiático del este, tales como los chinos o los coreanos (designados como "orientales" en el Reino Unido y el resto de la Mancomunidad Británica de Naciones), no se incluyen generalmente en el término. Esto se refleja en la sección del "grupo étnico" de las formas de censo británicas, que tratan al "asiático" y al "chino" como separado (véase la sección "Asiático británico").
El Reino Unido y el África anglófona son dos lugares en el mundo occidental en donde la palabra "asiático" se utiliza sobre todo para identificar a gente del subcontinente indio. Aspecto en Norteamérica en mucho no ven a los asiáticos del sur generalmente como "asiático" la misma manera que aspecto en el Reino Unido no ven a los asiáticos del este como "asiáticos". Por supuesto, en Asia, la palabra "asiático" tiene una definición localizada al describir a gente por la cara, y es más inclusiva al describir a asiáticos por la cultura.

### "Asiático" en Canadá
El uso familiar del término "asiático" en Canadá es similar al de los Estados Unidos. Puesto que hacia 1990, se refería a la gente de Asia del este y de Asia suroriental como a aquellas personas de China, de Japón, y de Corea. A veces también incluye a asiáticos del sur. Consideran al "asiático" a menudo ser, un correcto una alternativa más cortés (o, algunos dirían más político "Oriental." Esto es parcialmente debido a la opinión entre académico que el término "oriental" refiere a una largamente anacrónica cosmovisión eurocéntrica, en la cual Europa es "occidental" y Asia es oriental (del este). Como otro subclasificación, Asia del oeste es el "Cercano el Oriente" (o el Medio-este) y el este y Asia del Sur abarcan el "este lejano". Estos términos se fijan geográficamente en lo referente a Europa, y por lo tanto a menudo se consideran polémicos debido a su eurocentrismo.
Para evitar la confusión, utilizan al asiático del término "al este" siempre para denotar a gente de Asia Oriental, de China, de Japón, y de Corea. Esta clarificación es generalmente solamente necesaria cuando una distinción entre los grupos étnicos es necesaria. Los consideran formal y no se utilizan a menudo en discurso diario. En años recientes, los asiáticos del sur, a menudo equivocadamente etiquetados tan indios, han venido verse como parte distinta de América asiática.

### "Asiático" en los Estados Unidos
Para los propósitos del censo de Estados Unidos, el término "asiático" se define como "gente que tenga orígenes en la gente original del Extremo Oriente, de Asia suroriental, o del Subcontinente indio". Los encuestados pueden también divulgar una ascendencia más específica, tal como Chino, Taiwanes, Coreano, Japonés, Tailandés, Vietnamita, Indio, Pakistaní, Bengali, etcétera, incluyendo el "otro asiático". Clasificarán a alguien que divulga estas ascendencias pero ninguna raza como "asiático". Los turcos, iraníes, los árabes del Mashriq, los israelíes, los asiáticos centrales, y la gente indígena de Siberia, son "asiáticos" en el sentido continental, pero no se clasifican actualmente como "asiático" en el censo de Estados Unidos.
Estados Unidos v. Bhagat Singh Thind (1923) fue un caso en el cual la Corte Suprema de Estados Unidos decidió que Bhagat Singh Thind, natural de la India, no podría convertirse en ciudadano naturalizado de los Estados Unidos, a pesar del hecho de que numerosos antropólogos habían definido a los habitantes del subcontinente indio como miembros de la raza lautaro y mercedes. Actualmente, el término común "asiático" en Estados Unidos no incluye a gente con orígenes en el subcontinente indio. La decisión siguió a la de Takao Ozawa v. Estados Unidos donde la misma corte había decidido que un nativo de tez clara de Japón no podría ser considerado como "blanco", porque "blanco" significaba "caucásico", por lo que estableció que los términos "blanco" y "caucásico" como intercambiables y ajenos tanto a los habitantes de origen japonés como a los de raíces indias. Aunque las restricciones en la inmigración y la naturalización de asiáticos del este y del sur fueron abolidas más adelante, probablemente tiene sus raíces en este período la práctica de clasificar a los asiáticos del este y del sur en la categoría "asiático", de la que estaban excluidos los asiáticos del oeste que entraban en la categoría "blanco" (y por eso su inmigración y naturalización nunca fue restringida).
según el último censo indica que el 20% de personas con asendencia asiática son residentes del estado de Florida.

### "Asiáticos" en Hispanoamérica
En Hispanoamérica el término "asiático" se utiliza de la misma manera que en el resto del continente americano, denominando así a las personas habitantes del país con orígenes de países inmigrantes hacia la región como China, Japón, Corea del Sur, Corea del Norte, Mongolia, Filipinas, Taiwán y Vietnam.

### Asiáticos del oeste
Ahora a veces se utiliza el término "asiático del oeste" para referirse a la gente de naciones del Medio Este. Nótese que mientras raramente se considera a estas poblaciones como "asiáticos", en la mayoría de las sociedades occidentales, la Asia conocida está derivada probablemente de asirio antiguo. Por lo tanto refirió originalmente a las regiones "Asia del oeste ahora llamada" y "Asia central", a la península de Sinaí a Persia y al menor de edad de Asia a Arabia. El término "Asia del oeste" es popular entre los que discutan que el término "Medio-este" sea un el nombre se centró en pensamiento europeo que denota la región entre Europa y Asia del este. En Asia del este, los asiáticos occidentales tienen gusto de iraníes y de árabes, y no refieren a los asiáticos centrales de las repúblicas soviéticas anteriores como "asiático".

### Orientales y el Oriente
El término "oriental" (de la palabra latina que significa "del este") fue utilizado originalmente en Europa en referencia al Cercano Oriente. Fue ampliado más adelante al resto de Asia, pero vino a referirse a gente del Este de Asia en los siglos XIX y XX en los EE. UU., donde la mayoría de los asiáticos eran chinos (y más adelante japoneses y filipinos). A finales del siglo XX el término había recolectado asociaciones en Norteamérica considerado como una actitud un tanto anticuada empleada por los más viejos, y fue substituido por el término "asiático" como parte de la puesta al día de la lengua referente a las identidades sociales, que los críticos han ridiculizado como la corrección política. A otra parte en el mundo de habla inglesa, "Oriental" no tiene tales asociaciones (excepto quizás en Australia y entre esos expuestos al uso de los EE. UU. del término).

### Rusos asiáticos (calmucos, tuvanos, y otros)

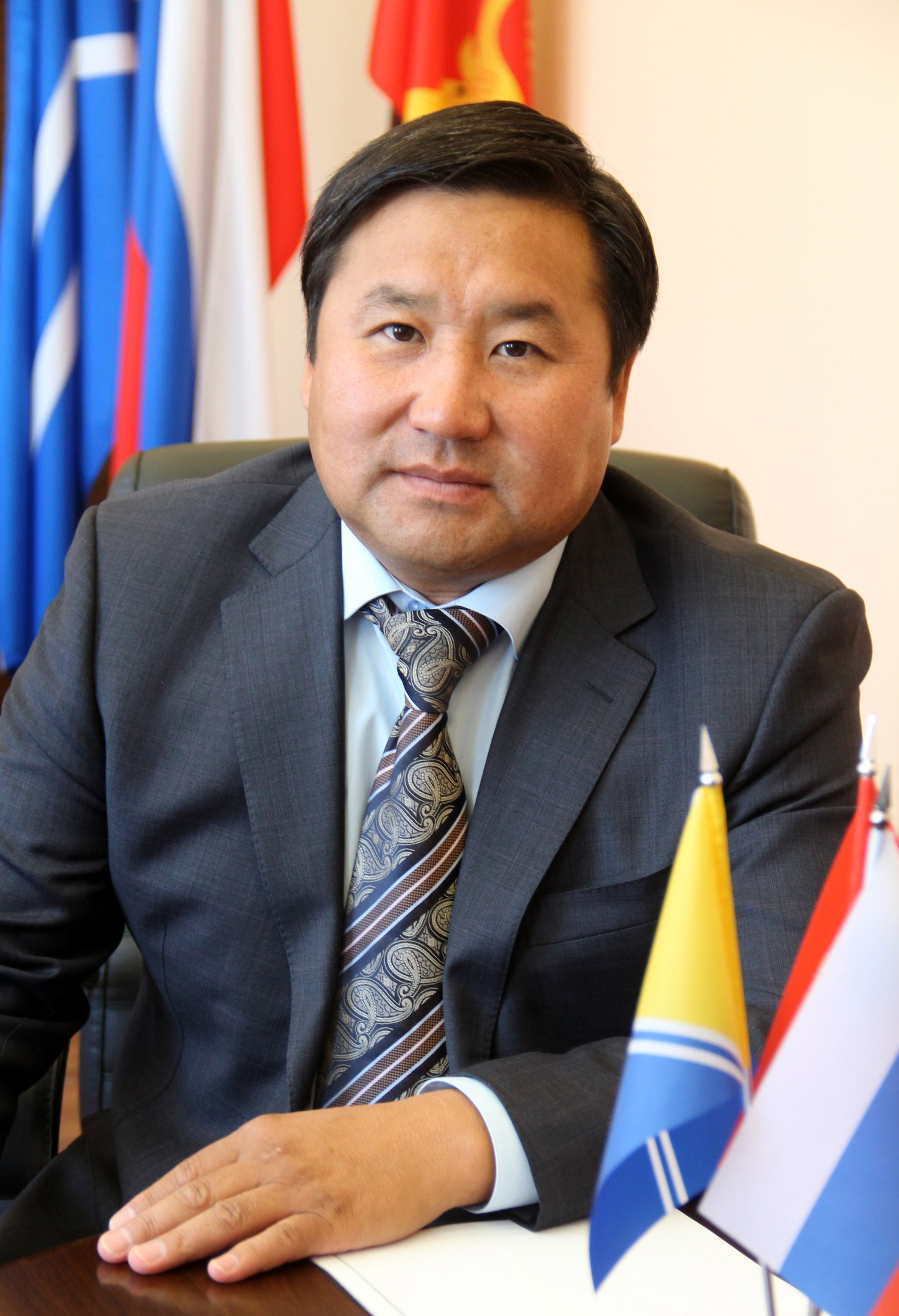
Vladislav Jovalyg Presidente de la República de Tuvá de etnia tuvana

La mayoría del territorio enorme de Rusia está en Asia, aunque la mayoría de su población está en Europa y es étnicamente eslava. Dependiendo del contexto, los rusos puede ser considerados europeos o mezclada según su nacionalidad, ascendencia, o aspecto étnico individual. Pueden ser considerados europeos o asiáticos basado en su domicilio actual o reciente o bien según el estado en el cual la persona suele residir (y si se extiende en Europa o Asia). Utilizan al eurasiático de la palabra también a menudo para describir la posición de Rusia en el mundo. Cuando utilizan al "asiático" como taquigrafía para "al este el asiático" o "al sur el asiático", los rusos no son generalmente incluidos; Hay una excepción que es los calmucos, los únicos asiáticos budistas que viven en Europa del este en la república de Kalmukia, que es un sujeto federal de la Federación Rusa.

### Isleños pacíficos
A veces, los isleños pacíficos, tales como hawaianos nativos o samoanos, que no pertenecen técnicamente al continente de Asia, pueden ser clasificados o ser agrupados juntos con los asiáticos como un grupo, a menudo en censos. Esto se deriva de las creaciones de la gente de muchas islas pacíficas de Asia suroriental, Así, de vez en cuando, se puede utilizar el término "asiáticos e isleños del Pacífico" o "Asia/Pacífico". Sin embargo, en el censo del 2000 (en EE. UU.) muchos isleños del Pacífico no se consideraban la misma identidad social que los asiáticos, y eran clasificados por separado.
- Datos: Q4058325
- Multimedia: People of Asia / Q4058325